# Investiční model vztahů
Investiční model vztahů sestavila roku 1983 doktorka Caryl Rusbultová. Tento model rozvíjí sociálněpsychologickou teorii lásky a konkrétně se zabývá pozitivními a negativními faktory ve vztahu, které buď umocňují, nebo naopak oslabují společné soužití. Na základě těchto faktorů se podle Rusbultové dá analyzovat kvalita a výdrž partnerských vztahů. Předpokladem pro dlouhodobé vztahy jsou podle Rusboltové tři prvky - spokojenost, investice a alternativy.

## Schéma modelu

### Spokojenost
Na spokojenosti ve vztahu se podílejí tyto tři složky: Odměny, náklady a alternativy. Pro ideální spokojenost by fungoval tento vzorec: O > N ⇒ A =(Ø) Tedy pokud odměny (např. společné záliby, intenzivní společenský život, sexuální aktivita) převažují nad náklady (vysoké nároky partnera, napjaté prostředí), dotyčný se nemusí poohlížet po alternativách (tedy jiném, jemu více vyhovujícím partnerovi).

### Investice
Jedná se o složku, která je v tomto modelu stěžejní. Pokud jsou partneři ve vztahu spokojení, začínají do něj investovat (začlenění partnera do rodiny, seznámení s přáteli, koupě společného bydlení, pořízení dětí apod.) Pokud k takovému kroku dojde, jedinec se na vztah intenzivně váže, což pro něj má dopady pozitivní ale i negativní (viz příklady).

### Alternativy
Pokud investice i spokojenost jsou na vysoké úrovni, opět klesá potřeba alternativ. Čím jsou alternativy nižší, tím se více ukotvuje vztahová oddanost.

## Příklady a důsledky
Caryl Rusbultová vycházela při sestavování tohoto schématu z vlastního experimentu, kterého se účastnili heterosexuální studenti, kteří byli zrovna na počátku svého vztahu. Po dobu sedmi měsíců měli pozorovat svůj vztah a zapisovat si poznámky s ohledem na tyto faktory:

1. Jak se měnila spokojenost ve vztahu? 

2. Zda se vyskytovaly během vztahu alternativy? 

3. Jaké byly jejich investice do vztahu? 

Výsledky poté ukázaly na několik zajímavých jevů:
- Pokud v průběhu vztahu náhle klesne spokojenost, ale do vztahu je již mnoho investováno, oddanost nemusí nutně klesnout. Ke klesnutí by došlo až v ten okamžik, kdy alternativy by investice převýšily. (Tedy ukázal by se partner, s nímž by vyhlídky na znovunabytí spokojenosti byly vysoké a stály by za zproštění se investic). Příkladem takového modelu může být žena po 20letech manželství, kterou muž podvádí. Žena není spokojená, ale pořád si říká „mohlo by být ještě hůř“ (snižování alternativ) a „máme dvě děti…“, tak to vydržím.
- Pokud ve vztazích nedochází k investování, roste míra alternativy. Dlouhodobé vztahy jsou tedy na investice vázány, neboť slouží jako "zbrzdění" unáhlených reakcí v případě náhlého (i drobného) poklesu spokojenosti. Pokud si např. atraktivní muž nevytvoří dostatečné zázemí, již při první hádce uvidí možnou alternativu a využije ji bez jakýchkoliv investičních ztrát.